# Онішкань (Молдова)
Онішкань (рум. Onișcani) — село у Калараському районі Молдови. Адміністративний центр однойменної комуни, до складу якої також входять села Гирбовец та Сверіда.

## Населення
За даними перепису населення 2004 року у селі проживали 1334 особи.
Національний склад населення села:
| Національність   | Кількість осіб | Відсоток   |
| ---------------- | -------------- | ---------- |
| молдавани румуни | 1289 37        | 96,6% 2,8% |
| українці         | 5              | 0,4%       |
| росіяни          | 2              | 0,1%       |
| гагаузи          | 1              | 0,1%       |
| Всього           | 1334           | 100%       |